# Copa Intercontinental de 1969
A décima edição da Copa Intercontinental ocorreu em 1969. Foi disputada em duas partidas entre o campeão europeu e o sul-americano. Pela primeira vez, não houve partida de desempate: o critério era o saldo de gols. O segundo jogo do certame, realizado na Argentina, é até hoje considerado uma das partidas de futebol mais violentas da história.
Em 27 de outubro de 2017, após uma reunião realizada na Índia, o Conselho da FIFA reconheceu os vencedores da Copa Intercontinental como campeões mundiais.

## História
O Milan participava pela segunda vez na disputa, tendo perdido para o Santos em 1963. Já o Estudiantes, era o atual campeão da disputa, apresentava as melhores expectativas, buscando o bicampeonato.
O clube italiano vinha com uma goleada de 4–1 sobre o holandês Ajax de Amsterdã. O time argentino também vinha com boas vitórias: 1–0 e 2–0 sobre o Nacional.

### A decisão
O primeiro jogo foi no Estádio San Siro. O jogador Eduardo Flores jogaria sua última partida antes da cirurgia que o afastaria dos gramados por um bom tempo. O time argentino vinha de uma sequência de jogos. O Milan aproveitou o cansaço do adversário e venceu por 3 a 0.
O segundo jogo foi na La Bombonera, lotada pela torcida em clima pesado. Os italianos entraram com bandeira argentina para tentar acalmar os ânimos. Apesar disso foram alvos de objetos jogados pela torcida e boladas dos jogadores argentinos no aquecimento.

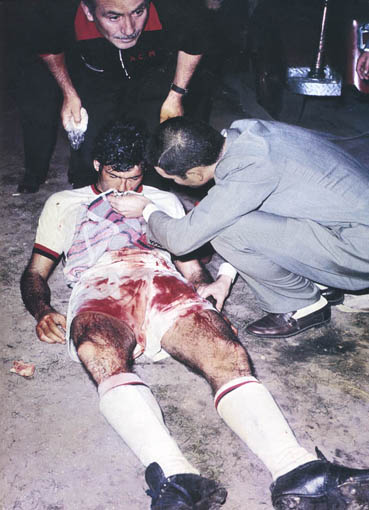
Néstor Combin, jogador do Milan, ensanguentado após a final da Copa Intercontinental de 1969, contra a equipe argentina do Estudiantes.

A ditadura militar que a Argentina vivia contribuiu para a violência com o clima pesado e perseguição ao atacante do Milan, Nestor Combin. As vitórias no esporte eram usadas como propaganda pelo governo. O jogador transferiu-se para a Europa antes dos 20 anos e naturalizou-se francês, sendo acusado de ser desertor por não ter prestado serviço militar, obrigatório aos 20 anos na época. Desmaiou devido às agressões em campo, acordou preso pelo governo argentino por deserção, foi interrogado e passou a noite numa cela. Foi liberado após negociações entre a AFA e os militares quando a equipe já estava na aeroporto e voltou pra Itália com o rosto desfigurado. Em 2005, o próprio goleiro argentino Alberto Poletti comentou que antes do jogo, um coronel das Forças Armadas entrou no vestiário e disse "Ganhar ou morrer". Além disso, jogadores do Estudiantes foram presos pelas agressões e confusões. Alberto Poletti e o zagueiro Ramon Aguirre Suarez passaram um mês presos. O governo foi criticado pelas prisões pela imprensa e torcida por entenderem como um excesso.
O jogo foi duro e disputado, o espírito de vingança do Estudiantes resultou em faltas duras e agressões físicas aos jogadores do Milan. O atacante Pierino Prati sofreu uma concussão cerebral. Nestor Combin levou um chute no rosto de Poletti e uma cotovelada do Suarez deixando-o com o nariz quebrado e desmaiado. O Estudiantes terminou o jogo com dois jogadores expulsos e vencendo por 2 a 1. Porém a equipe não conseguiu reverter a desvantagem do primeiro jogo e o Milan se tornou campeão da Copa. Porém devido ao clima do jogo, teve que descer direto ao vestiário após a partida, não havendo cerimônia de entrega do troféu, o qual foi entregue avariado. O time foi recebido com muita festa na Itália.
O caso repercutiu na imprensa nacional e internacional. Diversas vezes clubes europeus negaram-se a participar da Copa nos anos seguintes até a criação da Copa Toyota, como jogo em campo neutro.
| “ | Foi um massacre. Começaram a dar chute de todo jeito, queriam ganhar por força, batendo em todo mundo. Até deu medo. (...) Não tinha televisão como hoje, a bola estava de um lado do campo, e eles davam chute na gente do outro. (...) A gente estava preocupado porque sempre soubemos que era muito difícil jogar lá por causa da famosa garra argentina. Mas transformaram garra em ameaça. | ” |
|   | — Angelo Sormani, ex-ponta-direita do Milan. |   |

## Participantes
| Confederação | Equipe      | Classificação                                           | Participação |
| ------------ | ----------- | ------------------------------------------------------- | ------------ |
| CONMEBOL     | Estudiantes | Campeão da Copa Libertadores da América de 1969         | 2ª           |
| UEFA         | Milan       | Campeão da Taça dos Clubes Campeões Europeus de 1968–69 | 2ª           |

## Chaveamento
|  | A Classificação[NOTA] | A Classificação[NOTA] | A Classificação[NOTA] | A Classificação[NOTA] |   |       | Copa Intercontinental | Copa Intercontinental | Copa Intercontinental | Copa Intercontinental |
|  |                       |                       |                       |                       |   |       |                       |                       |                       |                       |
|  | Milan                 | 4                     | –                     | –                     |   |       |                       |                       |                       |                       |
|  | Ajax                  | 1                     | –                     | –                     |   |       |                       |                       |                       |                       |
|  | Ajax                  | 1                     | –                     | –                     |   | Milan | 3                     | 1                     | –                     |                       |
|  |                       |                       |                       |                       |   | Milan | 3                     | 1                     | –                     |                       |
|  |                       | Estudiantes           | 0                     | 2                     | – |       |                       |                       |                       |                       |
|  | Estudiantes           | Estudiantes           | 0                     | 2                     | – | 1     | 2                     | –                     |                       |                       |
|  | Estudiantes           |                       |                       |                       |   | 1     | 2                     | –                     |                       |                       |
|  | Nacional              | 0                     | 0                     | –                     |   |       |                       |                       |                       |                       |

Notas
- NOTA^  Essas partidas não foram realizadas pela Copa Intercontinental. Ambas as partidas foram realizadas pelas finais da Liga dos Campeões da Europa e Copa Libertadores da América daquele ano.

## Finais
1° jogo
| 8 de setembro de 1969 | Milan                        | 3 – 0 | Estudiantes de La Plata | San Siro, Milão (Itália)              |
| 21:00 h (UTC+1)       | Sormani 8', 71' · Combin 45' |       |                         | Público: 60,675 Árbitro: Roger Machin |

|  | Milan | Estudiantes de La Plata |

| MILAN:        |  |              |  |     |
|               |  |              |  |     |
| G             |  | Cudicini     |  |     |
| LD            |  | Malatrasi    |  |     |
| Z             |  | Anquilletti  |  |     |
| Z             |  | Rosato       |  |     |
| LE            |  | Schnellinger |  |     |
| M             |  | Lodetti      |  |     |
| M             |  | Fogli        |  |     |
| A             |  | Rivera (C)   |  |     |
| A             |  | Sormani      |  |     |
| A             |  | Combin       |  | 65' |
| A             |  | Prati        |  |     |
| Substituição: |  |              |  |     |
| M             |  | Rognoni      |  | 65' |
| Treinador:    |  |              |  |     |
| Nereo Rocco   |  |              |  |     |

| ESTUDIANTES DE LA PLATA: |  |                |  |     |
|                          |  |                |  |     |
| G                        |  | Poletti        |  |     |
| LD                       |  | Malbernat (C)  |  |     |
| Z                        |  | Aguirre Suárez |  |     |
| Z                        |  | Medina         |  |     |
| LE                       |  | Madero         |  |     |
| M                        |  | Togneri        |  |     |
| M                        |  | Bilardo        |  |     |
| A                        |  | Echecopar      |  | 59' |
| A                        |  | Flores         |  |     |
| A                        |  | Conigliaro     |  |     |
| A                        |  | Verón          |  |     |
| Substituição:            |  |                |  |     |
| A                        |  | Ribaudo        |  | 59' |
| Treinador:               |  |                |  |     |
| Osvaldo Zubeldía         |  |                |  |     |

2° jogo
| 22 de outubro de 1969 | Estudiantes de La Plata             | 2 – 1 | Milan      | La Bombonera, Buenos Aires (Argentina)    |
| 21:00 h (UTC−3)       | Conigliaro 43' · Aguirre Suárez 44' |       | Rivera 30' | Público: ≈45,000 Árbitro: Domingo Massaro |

|  | Estudiantes de La Plata | Milan |

| ESTUDIANTES DE LA PLATA: |  |                |  |     |
|                          |  |                |  |     |
| G                        |  | Poletti        |  |     |
| LD                       |  | Manera         |  |     |
| Z                        |  | Aguirre Suárez |  |     |
| Z                        |  | Malbernat (C)  |  |     |
| LE                       |  | Madero         |  |     |
| M                        |  | Romero         |  |     |
| M                        |  | Bilardo        |  | 53' |
| A                        |  | Togneri        |  |     |
| A                        |  | Taverna        |  |     |
| A                        |  | Conigliaro     |  |     |
| A                        |  | Verón          |  |     |
| Substituição:            |  |                |  |     |
| A                        |  | Echecopar      |  | 53' |
| Treinador:               |  |                |  |     |
| Osvaldo Zubeldía         |  |                |  |     |

| MILAN:        |  |              |  |     |
|               |  |              |  |     |
| G             |  | Cudicini     |  |     |
| LD            |  | Malatrasi    |  | 53' |
| Z             |  | Anquilletti  |  |     |
| Z             |  | Rosato       |  |     |
| LE            |  | Schnellinger |  |     |
| M             |  | Lodetti      |  |     |
| M             |  | Fogli        |  |     |
| A             |  | Rivera (C)   |  |     |
| A             |  | Sormani      |  |     |
| A             |  | Combin       |  |     |
| A             |  | Prati        |  | 38' |
| Substituição: |  |              |  |     |
| M             |  | Rognoni      |  | 38' |
| Z             |  | Maldera      |  | 53' |
| Treinador:    |  |              |  |     |
| Nereo Rocco   |  |              |  |     |

| Copa Intercontinental de 1969 |
| ----------------------------- |
| Milan Campeão (1º título)     |